# Kłobuk (demon)
Kłobuk, kołbuk – w wierzeniach słowiańskich demon opiekujący się dobytkiem i ogniskiem domowym. Utożsamiany z duszą martwego płodu. Przybierał najczęściej postać zmokłej kury, a także kaczki, gęsi, sroki, wrony, kota, a nawet człowieka.
Wiara w kłobuki żywa była głównie w południowych (polskojęzycznych) rejonach dawnych Prus Wschodnich, przede wszystkim wśród Warmiaków (z południowej Warmii), w mniejszym zakresie wśród Mazurów.
Kłobuka można było sprowadzić do domu, kusząc go jedzeniem lub przygarniając kurczaka. Można także było go sobie „wyhodować”, zakopując pod progiem domu poroniony płód, który po siedmiu dniach (według innych podań: miesiącach lub latach) zamieniał się w kłobuka.
Kłobuk dbał o pomnożenie majątku swojego gospodarza. Czynił to jednak, okradając sąsiadów.

## Odniesienia w kulturze
Wiarę Warmiaków w kłobuka opisuje Melchior Wańkowicz w reportażu z 1935 roku Na tropach Smętka. Kłobuk występuje w powieści Zbigniewa Nienackiego Raz w roku w Skiroławkach.
Motyw kłobuka pojawia się też w grze Wiedźmin 3: Dziki Gon.